# 御坂峠
御坂峠（みさかとうげ）は、山梨県南都留郡富士河口湖町と同県笛吹市御坂町にまたがる峠。鎌倉往還御坂路のルート上にある。御坂の名は日本武尊が東国遠征の際に越えたことに由来するとされる。

## 旧峠
富士吉田側と甲府盆地側にまたがる御坂山地の御坂山（1596 m）と黒岳 (1793 m) との中間付近に所在する (1520 m) 。御坂隧道開通まで、富士吉田側と甲府盆地側の行き来は徒歩により御坂峠を越えなければならなかった。

## 御坂隧道

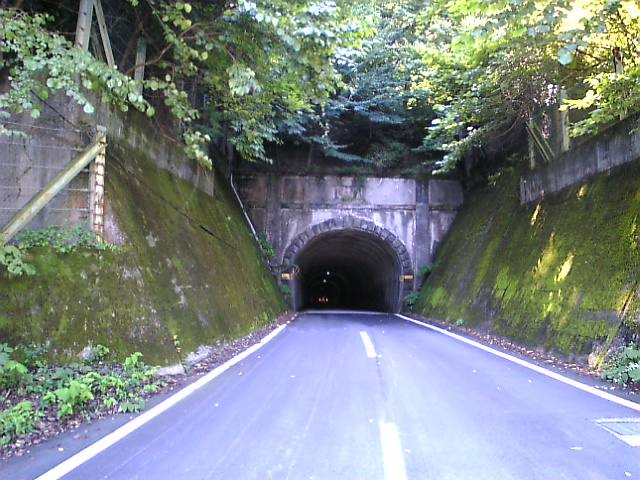
御坂隧道（笛吹市側）

御坂山と国道137号新御坂トンネルの東に位置する山梨県道708号富士河口湖笛吹線のトンネルで、延長は396 m。県道となる以前は国道137号に指定されており、国道137号の旧道トンネルでもあった。トンネル内は薄暗く、勾配があって先を見通せない。
旧道路法により旧峠より2 kmほど東の位置に1931年（昭和6年）、御坂隧道を含む旧・国道8号（現在の国道20号）が開通した。のちに御坂隧道を通り甲府と富士吉田を結ぶ路線バスも運行され交通の便は飛躍的に向上した。1952年（昭和27年）、新道路法制定に伴い旧・国道8号が国道20号に変更された際に、国道のルートは御坂峠越えから笹子峠（大月市・甲州市）越えに変更される。1953年（昭和28年）には現在の国道137号として指定された。
以後、「御坂峠」の呼称は御坂隧道の富士吉田側入り口地点（標高1300 m）付近を指すようになる。また、古道の峠を「旧御坂峠」、御坂隧道の峠を「新御坂峠」と分けて呼称する場合もある。
1994年（平成6年）11月20日に後述の御坂トンネル有料道路が無料開放・国道指定されたのに伴い、国道指定を解除され、県道富士河口湖笛吹線のトンネルとなった。
新御坂隧道を含む新道が開通後、ほとんどの交通は新道経由にシフトしたが、旧御坂隧道と旧道はすべて残されている。
御坂隧道は1997年（平成9年）には登録有形文化財に登録された。富士河口湖側のトンネルの出口に、太宰治が滞在したことでも知られる峠の茶屋「天下茶屋」がある。

## 新御坂トンネル（新御坂隧道）
甲府盆地と河口湖の間を結ぶ一般国道137号のトンネルで、御坂山の中腹を直線的に貫く延長2778 mのトンネル。
1960年代になるとマイカーや観光バスの交通量が急増したため、1967年（昭和42年）に旧御坂峠のほぼ直下の標高1000m付近を貫く形で新御坂隧道が開通した。新トンネルは御坂トンネル有料道路（延長3875 m）として通行料を収受していたが、1994年（平成6年）11月20日に無料開放された。それと同時に、御坂隧道経由の旧道は山梨県道708号となっている。
2012年の笹子トンネル天井板落下事故で崩落した天井板と同じ構造だったため、トンネル区間を終日全面通行止めにした天井板の撤去工事が、2014年5月26日から6月30日の36日間の予定で行われたが、予定より工事が早く進んだため当初の通行止め期間を10日短縮し、同年6月20日午後9時に通行止め解除となった。当トンネル区間を含む国道137号線は甲府盆地（国中地方）と富士北麓（郡内地方）を結ぶ基幹道路であるため、1か月に及ぶ全面通行止めによる物流、観光等への影響が懸念され、迂回路として、「国道139号・国道358号（精進湖経由）」「山梨県道719号富士河口湖芦川線（若彦トンネル経由）」「中央道（大月JCT経由）」の3ルートが山梨県により指定されたが、山梨県道路管理課によると通行止め期間中の迂回路の交通量は増えたが、目立った渋滞や事故はなかったという。
2020年（令和2年）3月25日、山梨県は現トンネルの老朽化や前後のヘアピンカーブなどの線形不良区間の課題を解消するため、延長が約4,600 mとなる新トンネルのルート案を公表した。

## 御坂峠と文学・美術

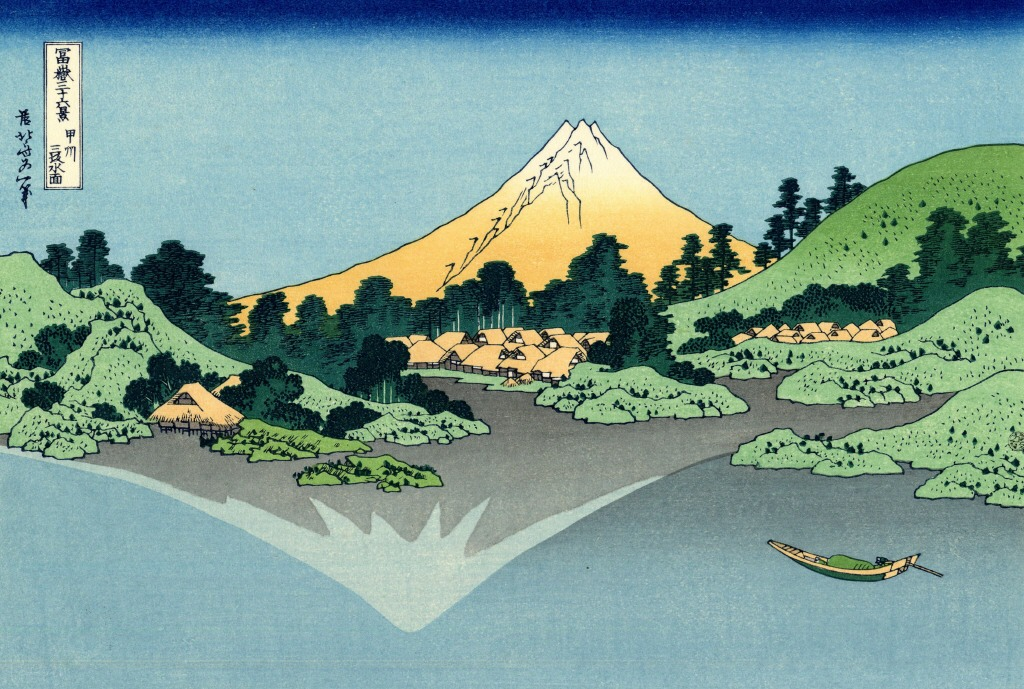
葛飾北斎『冨嶽三十六景 甲州三坂水面』

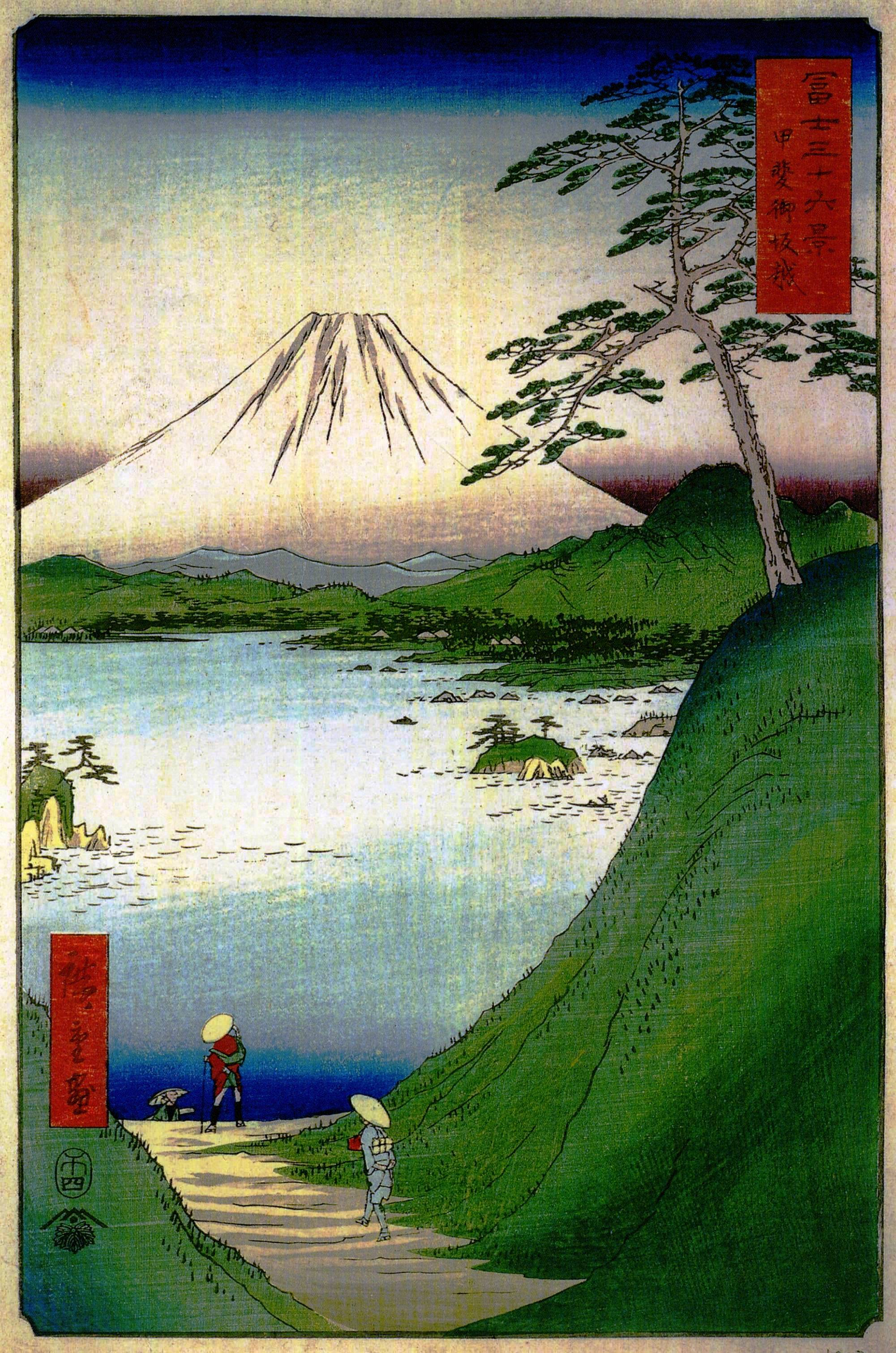
歌川広重「富士三十六景 甲斐御坂越」

江戸時代後期には浮世絵師の葛飾北斎が御坂峠から見える富士山を描いている。天保元年（1830年）から天保6年（1834年）に刊行された『冨嶽三十六景』では甲斐の裏富士を描いた作品が六作あるが、そのうちのひとつ「甲州三坂水面」では御坂峠から河口湖に映る逆さ富士が描かれている。ただし、実景としては逆さ富士は御坂峠から見ることが出来ない。また、「甲州三坂水面」では実景として描かれる富士は夏山なのに対し、湖面に映る逆さ富士は冠雪した冬の山として描かれている。北斎没後の嘉永2年（1849年）に刊行された『北斎漫画 第十三編 無題（甲州三坂水面）』においても同様の御坂峠から望んだ逆さ富士が描かれている。
同じく浮世絵師の歌川広重は安政5年（1858年）に刊行された『富士三十六景』において御坂峠から見える河口湖と富士が描かれている（逆さ富士は描かれていない）。広重は天保12年（1841年）に甲斐を訪れ『甲州日記』に甲斐名所のスケッチを残してるが、御坂峠を訪ねた記録は見られない。
作家の井伏鱒二と太宰治は御坂隧道の富士河口湖町側入口横にある天下茶屋に滞在して執筆活動をしている。 茶屋付近には太宰の作品『富嶽百景』にある「富士には月見草がよく似合ふ」の一節を記した文学碑が存在する。太宰は『富嶽百景』のなかで、風呂屋のペンキ画のようだと御坂峠からの富士の眺めを評した。

## 交通
- 路線バス
  - 富士急バス
    - 富士山駅 - 甲府駅（新御坂トンネル経由）
    - 河口湖駅 - 天下茶屋（天候や道路状況で運休の場合もある）

- 現在、御坂隧道を通過する路線バスはない。